# Faxeskolan
Faxeskolan, tidigare namn Söderhamns elementarläroverk för flickor och  Söderhamns kommunala flickskola, är en F–3 skola i Söderhamns kommun, uppförd 1879–1881 som flickläroverk.
Efter att dåvarande Lägre allmänna läroverket för gossar invigts 1864 saknades ännu ett flickläroverk i Söderhamn, och tillkom först 1875. Förste rektor blev Julius Centerwall, som sedan 1874 även var rektor för gossläroverket, även om det också fanns en särskild föreståndare för flickläroverket. Efter stadsbranden 1876 hade man svårt att finna en lämplig lokal och verksamheten bedrevs därför först i gossläroverket, något som resulterade i att undervisningen fick bedrivas på eftermiddagarna. Senare fick man dock en lokal i grosshandlaren Adolf F. Hillmans nybyggda hus och undervisningen kunde därigenom åter förläggas till eftermiddagarna. Läroanstalten meddelade i treklassig småskola och i sju klasser den undervisning som ungefär motsvarade normalskolans på samma stadium. Man påpekade också att "stor uppmärksamhet egnas åt förebyggande av öfveransträngning".
För flickläroverket uppförde staden 1879–1881 en ny byggnad vid Kungsgatan efter ritningar av Johan Erik Stenberg. Till byggnadens uppförande anslog stadsfullmäktige 20 000 kronor medan Söderhamns spritvarubolag anslog 25 000 kronor för ändamålet. Byggnadsstyrelsen bestod av grosshandlaren Erik Adolf Wennström, trafikchefen Hjalmar Ljungh och bankmannen Carl Fougt. Byggnaden är uppförd i romansk stil. Då man inträder genom porten vid Kungsgatan befinner man sig i en vestibul, som genom en kort trappa förbindes med den till korridorerna ledande förstugan. Vid trappans övre rand uppbärs taket av två stilriktiga järnkolonner. Från förstugan inkommer man genom glasdörrar på båda sidorna i ljusa och rymliga korridorer, som är stora nog att under ruskiga dagar kunna utgöra lekrum för ungdomen. Två större salar och fyra läsrum av medelstorlek upptar bottenvåningen. I den övre, som likaledes till hela sin längd genomskärs av korridorer, ligger tre salar och tre läsrum. Två av dessa salar, utåt Kungsgatan, står genom breda skjutdörrar i förbindelse med ett mellanliggande mindre rum; därigenom kunde alla tre vid avslutningar och andra högtidliga tillfällen förenas till en stor sal. I frontespisen fanns föreståndarens två rum jämte kök och bredvid vaktmästarens rum. 
Läroanstalten ombildades 1938 till Söderhamns kommunala flickskola. Byggnaden har även efter flickskolans upphörande 1967 fortsatt att användas i undervisningsändamål och tillbyggdes 1990–1991, medan fasaden mot Kungsgatan är i stort sett är i ursprungligt utförande. Faxeskolan är i dag en F-3 skola och har dessutom undervisning av asylsökande barn.

## Föreståndare/rektorer
- 1875–1889 – Josefina Forssell
- 1889–1896 – Ebba de Laval
- 1897–1901 – Maria Rudbeck
- 1902–1910 – Maria Larsson
- 1910–1933 – Augusta Österlund
- 1933–1952 – Gertrud Dalén
- 1952–1957 – Jenny Rollin
- 1958–1967 – Britt Askerlund